# پریتوریا (جورجیا)
پریتوریا (به انگلیسی: Pretoria) یک منطقهٔ مسکونی در ایالات متحده آمریکا است که در شهرستان دووگرتی، جورجیا واقع شده‌است. پریتوریا ۵۷٫۰ متر بالاتر از سطح دریا واقع شده‌است.